# Барон Ґарваг

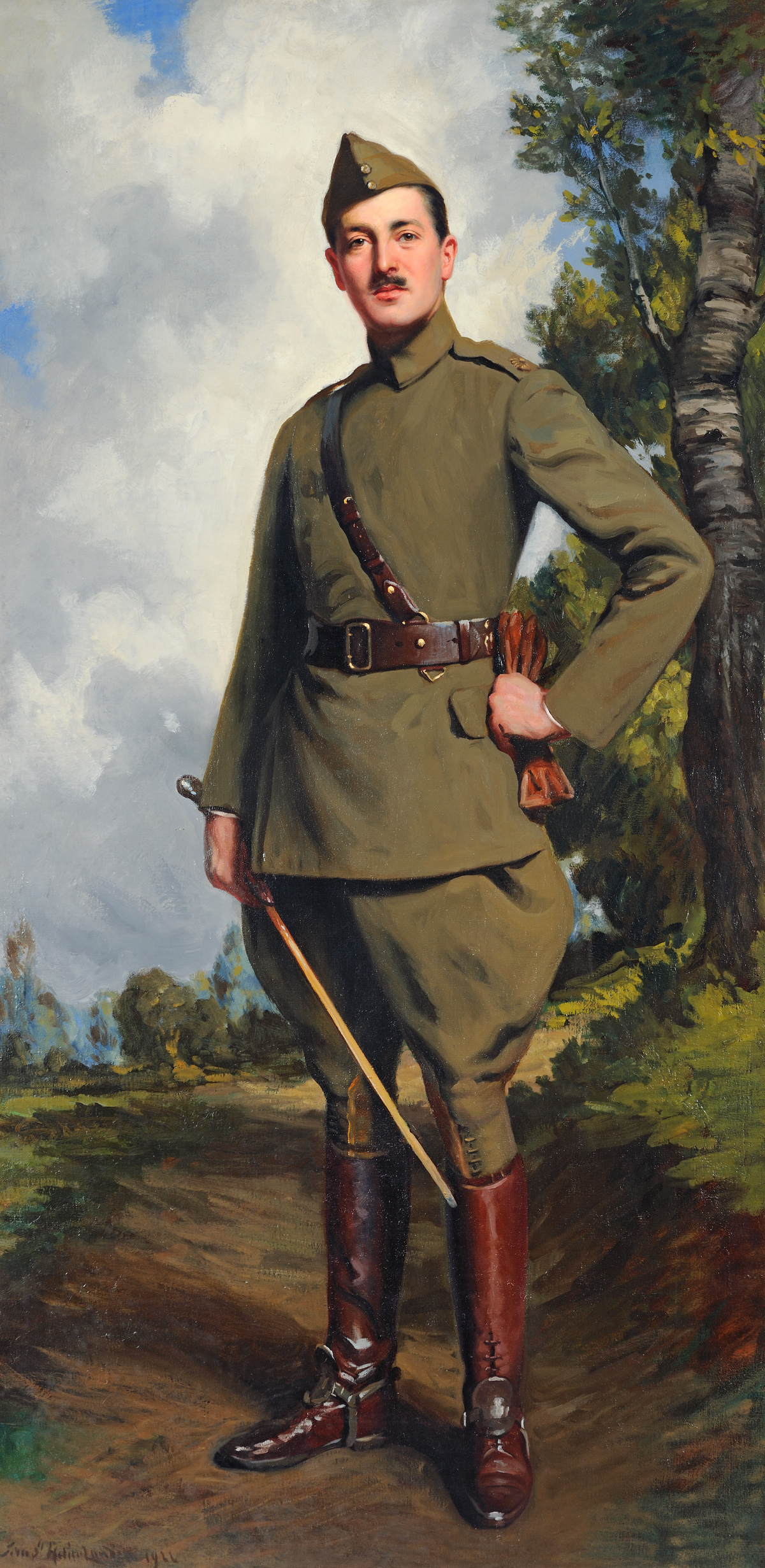
Портрет IV барона Ґарваг — Леопольда Канінга 1922 року роботи худ. Джона Сент-Гельєра Ландера.

Барон Ґарваг (англ. — Baron Garvagh) — аристократичний титул в перстві Ірландії.

## Історія баронів Ґарваг
Титул барон Ґарваг з Ґарвага, що в графстві Деррі був створений в 1818 році для Джорджа Канінга. Він був депутатом парламенту Об'єднаного Королівства Великобританії та Ірландії і представляв Слайго та Пітерсфілд у 1812—1820 роках. 1 лютого 1810 року він був обраний членом Шляхетного Королівського товариства. Потім він отримав посаду лорд-лейтенанта графства Деррі і обіймав її в 1831—1840 роках. Джордж Канінг був двоюрідним братом прем'єр-міністра Джорджа Канінга, двоюрідним братом дипломата Стратфорда Каннінга — І віконта Стратфорда де Редкліффа. Він помер, перебуваючи в готелі в Шалон-сюр-Марн (нині перейменований в Шалон-ан-Шампань) у серпні 1840 року у віці 61 року. Титул успадкував його син, що став ІІ бароном Ґарваг.
Леопольд Ернест Стратфорд Джордж Каннінг (21 липня 1878 — 16 липня 1956) успадкувавши титул став IV бароном Ґарва. Він був британським аристократом, депутатом парламенту, автомобілістом, війсовим льотчиком-винищувачем, політиком, співзасновником британської партії фашистів разом з Рота Лінторн-Орманом у 1923 році. Леопольд Каннінг був одним з перших автомобілістів в Ірландії — він імпортував автомобіль «Пангард» на шість кінських сил до Ірландії з Франції в 1898 році. Пізніше він брав участь у кількох автоперегонах на триколісних велосипедах з двигуном. Він також був серед засновників товариства «Мотор Цикл Юніон Ірландії» та «Ірландського автомобільного клубу». У щорічному журналі «Щорічник Моторів і мотористів» (англ. — Motoring and Motorist's Year) за 1904 рік записано, що він володіє чотирма мотоциклами «Ормонд» і має великі надії щодо майбутнього автомобільної промисловості у Британії. Леопольд Каннінг став лейтенантом 2-го батальйону гірської легкої піхоти та брав участь у Першій світовій війні. Пізніше він перейшов до Королівського льотного корпусу, також будучи членом-засновником «Аероклубу Франції». Він також отримав звання лейтенанта в Королівському льотному корпусі, служачи на фронті в Салоніках. 8 січня 1915 року батько Леопольда Каннінга помер, і він успадкував титул барона Ґарваг. У 1923 році Леопольд Каннінг разом із Рота Лінторн-Орман заснував партію британських фашистів. Історик Роберт Скідельський характеризував британських фашистів як крайню праву партію з непропорційною кількістю генералів і адміралів, що присвятила себе невпинній боротьбі з силою зла в особі більшовизму. Леопольд Каннінг був замінений на посаді президента британських фашистів бригадним генералом Р. Б. Д. Блейкіні в 1924 році, оскільки він стверджував, що живе занадто далеко від Лондона, щоб бути ефективним лідером партії. У 1928 році Каннінг став одним із перших членів Товариства автомобілістів XIX століття. Леопольд Каннінг помер 16 липня 1956 року у віці 77 років, і його титул барона Гарваг перейшов до його єдиного сина, що вижив, Олександра Леопольда Айвора Джорджа.
Нині титул барона Ґарваг належить пра-пра-правнуку Джорджа Каннінга, що став VI бароном Ґарваг, що успадкував титул від свого батька в 2013 році.
Родинним гніздом баронів Ґарваг був Ґарваг-Хаус, що поблизу Ґарваг, що в графстві Деррі.

## Барони Ґарваг (1818)
- Джордж Каннінг (1778—1840) — І барон Ґарваг
- Чарльз Генрі Спенсер Джордж Каннінг (1826—1871) — ІІ барон Ґарваг
- Чарльз Джон Спенсер Джордж Каннінг (1852—1915) — ІІІ барон Ґарваг
- Леопольд Ернест Стратфорд Джордж Каннінг (1878—1956) — IV барон Ґарваг
- (Олександр Леопольд Айвор) Джордж Каннінг (1920—2013) — V барон Ґарваг
- Спенсер Джордж Стратфорд де Редкліфф Каннінг (1953 р. н.) — VI барон Ґарваг

Спадкоємцем титулу є син теперішнього власника титулу його ясновельможність Стратфорд Джордж Едвард де Редкліфф Каннінг (нар. 1990)